# Carlos Arbeláez Camacho
Carlos Arbeláez Camacho (* 1916; † 24. März 1969 in Bogotá) war ein kolumbianischer Architekt und Hochschullehrer.

## Leben
Arbeláez besuchte in Brüssel die Ecole des Dames Trinitaries und das College Saint Boniface. Nach der Rückkehr der Familie nach Kolumbien schrieb er sich am Colegio San Bartolomé ein. Später zog er nach New York, wo er die Blessed Sacrament School besuchte. Das Abitur erhielt er am Colegio Alemán in Bogotá. Bis 1943 studierte er Architektur an der Universidad Nacional de Colombia.
1945 nahm er eine Professur für Einführung in die Architektur an der Universidad Nacional de Colombia an und wurde Mitglied des CIAM (Congres Internationaux d’Architecture Moderne). 1949 wurde er zum Generaldirektor für Nationale Bauten des Ministerio de Obras Públicas ernannt. 1951–52 unterrichtete er neben seiner Professur an der Universidad Nacional Geschichte urbaner Gemeinschaften an der Päpstlichen Universität Xaveriana. Seine Ausbildung vertiefte er 1952 in London beim Ministry of Housing and Local Government und an der School of Planning and Regional Research und 1953 in Paris beim Ministére de L’Urbanisme.
1961 wurde er zum Präsidenten der Asociación Colombiana de Arquitectos ernannt, im Folgejahr gründete er an der Universidad Nacional das Institut für Ästhetische Forschungen, das heute seinen Namen trägt. Im Jahr 1963 war er Gründungsmitglied der Sociedad Bolivariana de Arquitectos in Caracas. Für seine Arbeit am Institut für Ästhetische Forschungen wurde er bei der zweiten Bienal Colombiana de Arquitectura 1964 mit einer ehrenden Erwähnung ausgezeichnet.
1965 trat er von allen öffentlichen Ämtern zurück, um sich ganz der Forschung insbesondere auf dem Gebiet der Kolonialgeschichte in der Architektur zu widmen. Als sein Hauptwerk gilt Las Artes en Colombia. La Arquitectura en la República. 1967 wurde er Generalsekretär der Academia Colombiana de Historia.

## Werke
- Las artes en Colombia. La Arquitectura en la República (mit Gabriel Uribe Céspedes), 1967
- El arte colonial en Colombia (mit Francisco Gil Tovar), 1968
- El Arquitecto Carlos Arbeláez Camacho: compilación de sus más importantes escritos cortos 1947–1969, 1980